# Union Square (Manhattan)
Union Square è un incrocio storico e il quartiere circostante nel distretto di Manhattan, a New York, situato nel punto in cui Bloomingdale Road (ora Broadway) e Bowery Road (ora Park Avenue) si incrociavano all'inizio del XIX secolo. Il suo nome denota che «qui era l'unione delle due principali arterie dell'isola».
Union Square Park è delimitato, in senso orario, dalla 14th Street a sud, Union Square West a ovest, 17th Street a nord e Union Square East a est.
La manutenzione del parco è affidata al New York City Department of Parks and Recreation.
Amministrativamente Union Square fa parte del Manhattan Community District 5. La sicurezza è affidata al 13º distretto del New York City Police Department.
La stazione 14th Street-Union Square della metropolitana di New York, il cui ingresso in superficie si trova presso la 14th Street, è servita dalle linee 4, 5, 6, L, N, Q, R e W.

## Union Square Partnership
La Union Square Partnership (USP), è un distretto di miglioramento degli affari (Business Improvement District, BID) e una Società di sviluppo locale (Local development corporation, LDC), è stata costituita nel 1984 ed è diventata un modello per altri BID a New York. La Union Square Partnership «lavora per migliorare la qualità della vita del quartiere creando un ambiente più pulito, più sicuro e più piacevole.» Per l'anno 2020 il budget è stato di 1,4 milioni di dollari.
La Union Square Partnership fornisce una rete Wi-Fi pubblica gratuita a Union Square.

## Edifici circostanti
Ci sono diversi edifici degni di nota che circondano Union Square. In senso orario da sud-ovest:
- Building, all'angolo tra Union Square West e 14th Street, riconosciuto Landmark[8] di New York e iscritto nel National Register of Historic Places
- Spingler Building, al 5-9 di Union Square West
- 15 Union Square West, sulla East 15th Street
- Bank of the Metropolis, al 31 di Union Square West, riconosciuto Landmark di New York e iscritto nel National Register of Historic Places
- Decker Building, al 33 di Union Square West, riconosciuto Landmark di New York e iscritto nel National Register of Historic Places
- Century Building, al 33 di East 17th Street, riconosciuto Landmark di New York e iscritto nel National Register of Historic Places
- Everett Building, al 45 di East 17th Street, riconosciuto Landmark di New York
- W New York Union Square, al 50 di Union Square East/105 di East 17th Street,  riconosciuto Landmark di New York e iscritto nel National Register of Historic Places
- 44 Union Square, conosciuto anche come 100 East 17th Street, riconosciuto Landmark di New York
- Daryl Roth Theatre, al 101 di East 15th Street, all'angolo di Union Square East, riconosciuto Landmark di New York
- Zeckendorf Towers, all'1 Union Square East, complesso condominiale composto di quattro torri da 29 piani
- Metronome, in One Union Square South, composto da una scultura cinetica e da un orologio digitale, dal 2020 dall'orologio del clima

## Arte e scultura

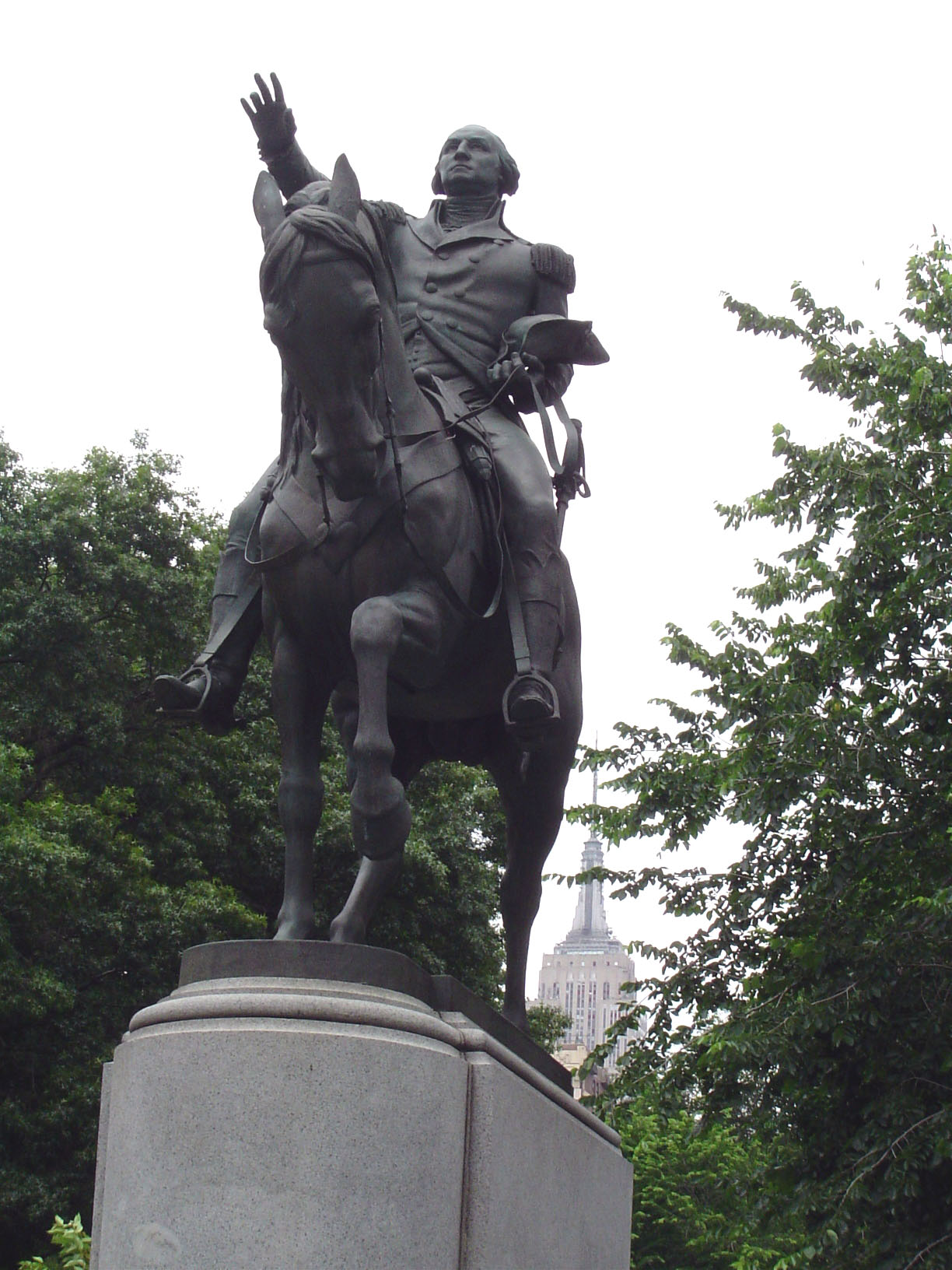
Statua di George Washington a Union Square

Union Square è famosa per l'imponente statua equestre del presidente George Washington realizzata dallo scultore Henry Kirke Brown e inaugurata nel 1856; situata all'estremità sud del parco, è stata la prima scultura pubblica eretta a New York dopo la statua equestre di Giorgio III nel 1770 e la prima scultura equestre americana in bronzo.
Statua del Marchese de La Fayette, tra Union Square East e 16th Street, realizzata da Auguste Bartholdi e inaugurata nel 1876 per il 100º anniversario della Dichiarazione di indipendenza.
Statua di Abraham Lincoln, realizzata da Henry Kirke Brown nel 1870, situata vicino al limite nord del parco.
Statua del Mahatma Gandhi, realizzata da Kantilal B. Patel e inaugurata il 2 ottobre 1986, per il 117º anniversario della nascita di Gandhi; situata nell'angolo sud-ovest del parco.
Statua Union Square Drinking Fountain, nota anche come James Fountain, realizzata in bronzo dallo scultore Adolf Donndorf, donata dal ricco mercante Daniel Willis James e inaugurata il 25 ottobre 1881. Si trova nel lato ovest di Union Square Park.
Independence Flagstaff, nota anche come Charles F. Murphy Memorial Flagpole, è un monumento realizzato dallo scultore Anthony de Francisci nel 1926 per il 150º anniversario della Dichiarazione di indipendenza.

## Attività economiche

### Greenmarket

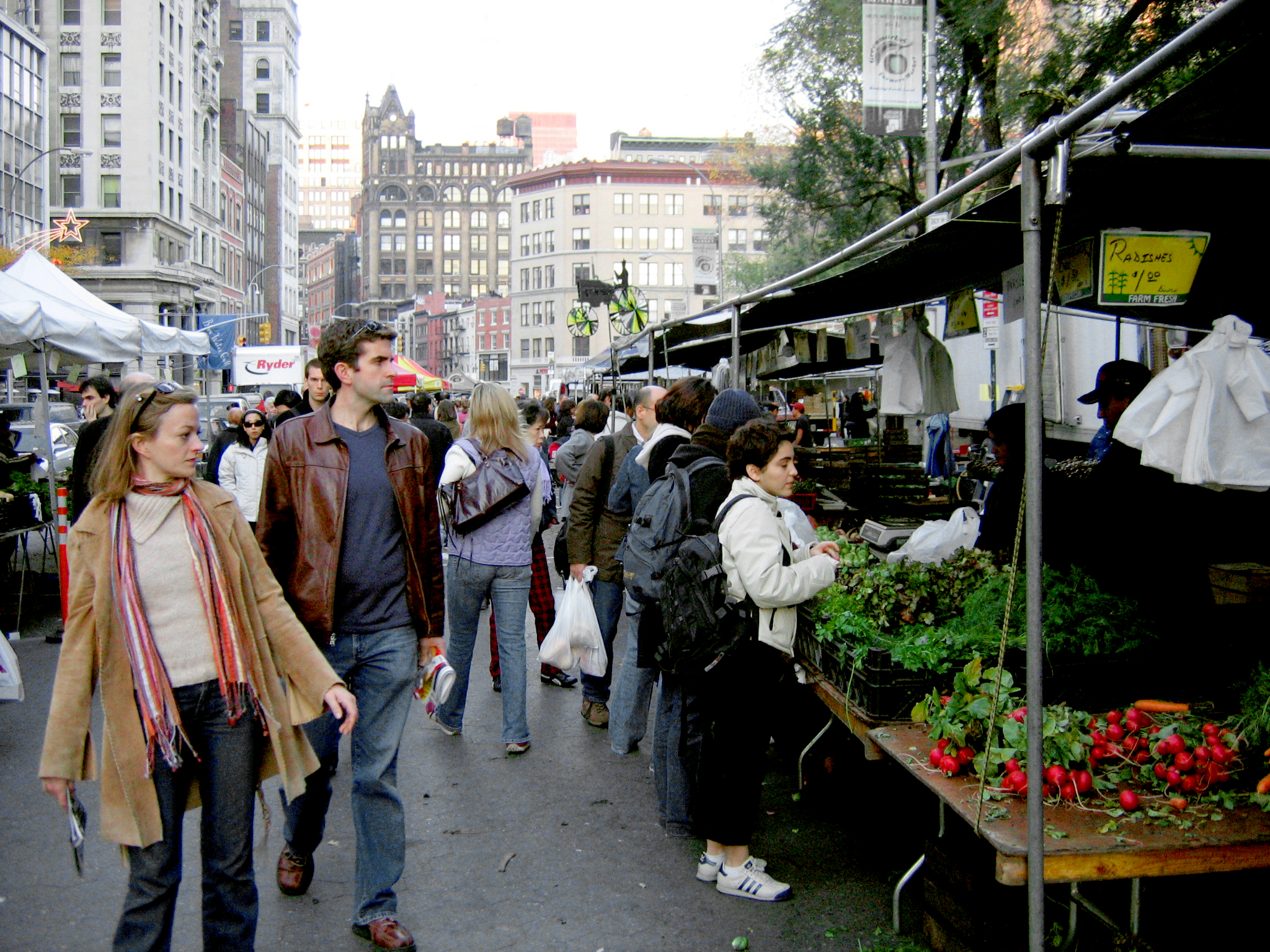
Greenmarket a Union Square

Nel 1976 il Consiglio per l'ambiente di New York istituì il programma Greenmarket, un mercato contadino che offre ai piccoli agricoltori locali l'opportunità di vendere frutta, verdura, formaggi e altri prodotti nei mercati all'aperto della città. Il mercato di Union Square, il secondo di New York, aprì il 30 agosto 1976 con pochi venditori in una zona, all'epoca, degradata di New York.
Da allora il Greenmarket di Union Square è aperto tutto l'anno, quattro giorni alla settimana (lunedì, mercoledì, venerdì, sabato), dalle 8:00 alle 18:00, con 140 venditori e circa 60 000 visitatori al giorno. A Union Square, ogni anno, nel periodo natalizio, si tiene anche l'Union Square Holiday Market, circa 160 bancarelle di artigiani che vendono articoli a tema che vanno dalle candele e profumi alle sciarpe lavorate a maglia e gioielli.

### Affari
Union Square è un luogo popolare di incontri, data la sua posizione centrale a Manhattan e le numerose linee della metropolitana nelle vicinanze.
Ci sono molti bar e ristoranti alla periferia della piazza, e le strade circostanti hanno alcuni dei ristoranti più rinomati (e costosi) della città.
I grandi magazzini S. Klein, attivi dal 1906 al 1975 all'angolo tra Union Square East ed East 14th Street, conosciuto con il motto "On the Square" (onesto e diretto), sino agli anni '60 erano considerati uno dei più importanti magazzini di New York
Alla fine del XX secolo diverse catene di negozi si stabilirono a Union Square, tra cui Barnes & Noble nel Century Building, Babies "R" Us al 24-30 di Union Square East, e Staples nello Spingler Building.
Il W New York - Union Square è un albergo che fa parte della catena W Hotels, si trova all'angolo nord-est del parco, nell'ex edificio Guardian Life. Inoltre, l'hotel Hyatt Union Square New York si trova all'angolo sud-est del parco, in un ex ufficio postale.

## Cultura

### Attivismo sociale e politico
Storicamente Union Square è stato il punto di partenza o di arrivo di molte manifestazioni politiche e sindacali.
Il 20 aprile del 1861, subito dopo la caduta di Fort Sumter, fu teatro di un raduno patriottico di forse 250 000 persone che si pensa sia stato il più grande raduno pubblico del Nord America sino a quel momento.
Nell'estate del 1864 il lato nord della piazza fu sede della Fiera Metropolitana per raccogliere fondi e materiali per l'Esercito dell'Unione. 
Nel 1865 la Fratellanza feniana, organizzazione repubblicana irlandese da poco costituita, affittò una casa in arenaria al 32 di East 17th Street, come sede del governo in esilio.
Il 5 settembre 1882, prima celebrazione del Labor Day a New York, una folla di almeno 10 000 lavoratori sfilarono da City Hall a Union Square attraverso Broadway.
Il 28 marzo 1908 l'anarchico Selig Cohen fece esplodere una bomba in Union Square che uccise se stesso e un ignaro passante.
Il 21 agosto 1893 Emma Goldman sul palco di Union Square davanti a circa 3 000 disoccupati tenne il "discorso del pane" («Dimostrate davanti alle case dei ricchi e chiedete lavoro. Se non vi danno il lavoro, chiedete il pane. Se non vi danno né pane né lavoro, prendetevi il pane.»
Il 20 maggio 1916 Emma Goldman tenne un discorso sulla necessità del libero accesso al controllo delle nascite, vietato dalle leggi Comstock. I suoi comizi a Union Square attiravano centinaia di seguaci e in alcuni casi terminavano con il suo arresto.
Dal 1917 al 1920 ospitò la USS Recruit, centro reclutamento e base di addestramento della Marina degli Stati Uniti.
Nel periodo della Grande depressione Union Square divenne ritrovo per i senzatetto (i cosiddetti homeless) e fu teatro di proteste e scioperi. Tra il novembre del 1934 e l'aprile del 1935 i lavoratori e le lavoratrici dei magazzini S. Klein e Ohrbach's, malpagati, organizzarono una serie di scioperi che, oltre all'astensione dal lavoro, cercavano di convincere le clienti a non spendere; la fine degli scioperi si risolse con la decurtazione delle paghe e licenziamenti.
A Union Square si sono tenute le manifestazioni del movimento Black Lives Matter. A Union Square sono state esposte le statue di George Floyd, John Lewis, e Breonna Taylor, realizzate dall'artista Chris Carnabuci.

### Scacchi di strada
Il settimanale The Villager, nel 2013 riportava che la maggior parte dei giocatori di scacchi di strada avevano spostato le loro partite da Washington Square Park a Union Square perché questa era più trafficata.
Gli scacchisti di strada giocano partite veloci con i passanti per cinque dollari a partita, ogni partita dura al massimo cinque minuti; questo consente agli scacchisti più esperti di guadagnare 50-100 dollari per settimana.

## Educazione
Il Washington Irving Campus al 40 di Irving Place tra la East 16th Street e la 17th Street, un isolato a est di Union Square Park, sino al 2008 sede di un istituto compensivo, ora ospita la Gramercy Arts High School, la High School for Language and Diplomacy, l'International High School di Union Square, l'Union Square Academy for Health Sciences, l'Academy for Software Engineering e la Washington Irving YABC. Nel 2012 la Success Academy Charter Schools ha annunciato l'intenzione di aprire una scuola elementare nell'edificio nel 2013, ma ciò non si verificava che a metà 2015.